# Frederik Wandahl
Frederik Michal Anker Wandahl (Höllviken, 9 maggio 2001) è un ciclista su strada e pistard danese che corre per il team Red Bull-Bora-Hansgrohe. È professionista dal 2021.

## Palmarès

### Strada
- 2018 (Juniores)

1ª tappa Saarland Trofeo (Neunkirchen > Münchwies)
Campionati danesi, Prova in linea Juniores

#### Altri successi
- 2018 (Juniores)

Classifica giovani Saarland Trofeo
- 2023 (Bora-Hansgrohe)

Classifica scalatori Tour of Guangxi
- 2024 (Red Bull-Bora-Hansgrohe)

Classifica giovani Giro di Vallonia

### Pista
- 2019

Campionati danesi, Inseguimento a squadre (con William Blume Levy, Victor Fuhrmann e Tobias Lund Andresen)
- 2020

Campionati danesi, Scratch

## Piazzamenti

### Classiche monumento
- Liegi-Bastogne-Liegi

2025: 75º
- Giro di Lombardia

2023: ritirato

### Competizioni mondiali
- Campionati del mondo su strada

Innsbruck 2018 - In linea Junior: 5º
Yorkshire 2019 - In linea Junior: 8º
Zurigo 2024 - In linea Elite: 23º

### Competizioni continentali
- Campionati europei su strada

Monaco di Baviera 2022 - In linea Elite: 120º
- Campionati europei su pista

Grenchen 2021 - Americana: 9º